# Seznam nemških flavtistov
Seznam nemških flavtistov.

## B
- Johann Jacob Bach
- Theobald Boehm
- Ferdinand Büchner

## D
- Gerd Dudek

## F
- Anton Bernhard Fürstenau
- Kaspar Fürstenau
- Moritz Fürstenau

## G
- Ingo Goritzki
- Friedrich Hartmann Graf
- Uwe Grodd

## H
- Gunter Hampel

## J
- Jens Josef

## K
- Kaspar Kummer

## L
- Hans-Martin Linde

## M
- Emil Mangelsdorff
- Ulrich Müller-Doppler

## Q
- Johann Joachim Quantz

## R
- Kurt Redel

## S
- Florian Schneider-Esleben
- Karl-Bernhard Sebon
- Johann Sedlatzek

## T
- Rudolf Tillmetz
- Manfred Trojahn
- Johann George Tromlitz

## W
- Johann Georg Wunderlich

## Z
- Karlheinz Zöller